# Угарско намјесничко вијеће
Угарско краљевско намјесничко вијеће (лат. Consilium Regium Locumtenentiale Hungaricum, мађ. Magyar Királyi Helytartótanács) било је највиши орган земаљске управе у Краљевини Угарској од 1723. до 1848. године, са седиштем у Будиму. Основано је 1723. године, одлуком Угарског сабора и краља Карла III. На челу вијећа налазио се палатин, као краљевски намјесник у Угарској. Састојало се од 22 члана и било је подјељено на неколико управних ресора. Укинуто је 1848. године, када је основана угарска влада.
Дјелокруг вијећа је 1767. годие био привремено сужен, пошто је управљање земаљским пословима на подручјима Хрватске и Славоније било пренето на новоустановљено Краљевско вијеће за Далмацију, Хрватску и Славонију (лат. Consilium regium in regnis Dalmatiae, Croatiae et Sclavoniae), али то ново тијело је укинуто већ 1779. године, чиме је обновљен пуни опсег власти Угарског намјесничког вијећа.